# Fatima Zahra Barassat
Pour les articles homonymes, voir Barassat.
Fatima Zahra Barassat (en arabe : فاطمة الزهراء برصات) est une femme politique marocaine. 
Elle a été élue députée dans la liste nationale, lors des élections législatives marocaines de 2016 avec le Parti du progrès et du socialisme . Elle fait partie du groupe parlementaire du même parti, et elle est membre active de la Commission de justice et de législation ainsi que les droits de l'homme.